# Offshoring
Offshoring avser då ett företag förlägger produktionen i ett annat land. Produktionen kan fortsatt utföras av företaget själv eller av någon annan part.
I det fall produktionen outsourcas till en annan part kallas det utlandsentreprenad.
Ett företag kan legitimt flytta sina konton utomlands för att undvika lokala skatteregler. Det kan dock också användas som ett sätt att tvätta pengar eller för skattebrott.